# 程渡渊
程渡渊，又作程度渊，徽州府歙县槐塘人，居扬州，槐塘程氏盐商程槚次子，清顺治十四年丁酉科（1657年）举人。
次年二月丁酉江南科场案发，程渡渊“流谤被诬”，御史上奏中式举人程度渊“啧有烦言，情弊昭著”。至十一月时程渡渊仍然在逃，责令两江总督郎廷佐等速行严缉获解。最终被捕，程槚、程渡渊父子二人同被流放发配充军宁古塔，“偕徒绝塞”，顺治十八年（1661年）新君康熙帝即位照例大赦天下，程槚、程渡渊父子获赦，前往京师赎罪报恩，捐资兴建北京钟楼和北京鼓楼，七年后竣工，获准返回扬州。康熙四年（1665年），程槚在扬州去世，程渡渊将遗骸运返故乡歙县安葬。